# La casa dels embolics
La casa dels embolics (títol original: Il gatto) és una pel·lícula italiana dirigida per Luigi Comencini, estrenada el 1977. Ha estat doblada al català.

## Argument
A la mort del seu pare, Amedeo i la seva germana Ofelia hereten un vell immoble ruinós en el cor de Roma; un promotor el vol comprar amb la condició que marxin els seus ocupants. Sis pisos són encara ocupats i es decideixen a emprar tots els mitjans per expulsar els llogaters.

## Repartiment
- Ugo Tognazzi: Amedeo Pecoraro
- Mariangela Melato: Ofelia Pecoraro
- Michel Galabru: Francès
- Dalila Di Lazzaro: Wanda Yukovich
- Philippe Leroy: Don Pezzolla, le Capellà
- Jean Martin: Legrand
- Mario Brega: assassí barbut
- Aldo Reggiani: Salvatore
- Adriana Innocenti: la princesa
- Armando Brancia: el cap de la polícia
- Pino Patti: el conserge
- Fabio Gamma: el gàngster
- Franco Santelli: el brigadier
- Raffaele Curi i Matteo Spinola: els periodistes TV
- Lino Fuggetta: M. Tiberini
- Nerina Di Lazzaro: Sra. Tiberini
- Amedeo Matacena: Garofalo
- Bruno Gambarotta: l'advocat